# Papa Giovanni XIX
Giovanni XIX, nato Romano dei conti di Tuscolo (Roma, ... – Roma, 9 ottobre 1032), è stato il 144º papa della Chiesa cattolica dal 1024 fino alla sua morte.

## Biografia

### Prima di diventare Papa
Figlio del conte Gregorio di Tuscolo e di Maria, succedette a suo fratello Benedetto VIII il 19 aprile 1024, ma fu intronizzato due-tre mesi dopo, tra il 24 giugno e il 15 luglio. Membro della potente famiglia dei Conti di Tuscolo (che aveva già dato alla Chiesa Benedetto VII e Giovanni XII), Romano era legato, attraverso altri legami parentali, coi papi Sergio III e Giovanni XI. Quando venne eletto pontefice, Romano era console e senatore dei romani (carica che, secondo il Gregorovius, non lasciò neanche da pontefice), e pertanto un laico non ordinato. Per questo motivo Romano venne ordinato prima sacerdote e, in un momento successivo, vescovo, allo scopo di permettergli di ascendere allo scranno papale con l'intronizzazione. Ricevette la nomina a cardinale da parte di papa Benedetto VIII, suo fratello, in data ignota.

### Il Pontificato

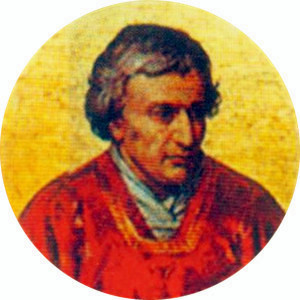
Ritratto musivo situato nella Basilica di San Paolo fuori le mura

#### Relazioni con l'imperatore del Sacro Romano Impero
Nei suoi otto anni di pontificato, Giovanni XIX procedette alla consacrazione di un nuovo imperatore. Alla morte di Enrico II avvenuta nel 1024, Papa Giovanni diede il suo appoggio a Corrado II, che assieme alla sua consorte venne incoronato prima re d'Italia nella primavera del 1026 dal volitivo arcivescovo di Milano Ariberto d'Intimiano; poi fu incoronato come imperatore del Sacro Romano Impero da Papa Giovanni a San Pietro, nella Pasqua del 1027, che in quell'anno cadeva il 26 marzo.

#### Relazione con gli altri monarchi cristiani
In occasione della Pasqua di quell'anno, Giovanni XIX ebbe modo di conoscere Canuto il Grande, re d'Inghilterra e di Danimarca, e Rodolfo III di Borgogna, che erano venuti ad omaggiare il pontefice. In quest'occasione, Canuto decretò che venisse offerto il denaro di San Pietro al pontefice, in cambio della cessazione del versamento in denaro che i vescovi inglesi davano alla Santa Sede per ricevere il pallio episcopale; Rodolfo invece decretò che nei suoi territori venisse applicato il diritto romano anziché quello longobardo.

#### Governo della Chiesa

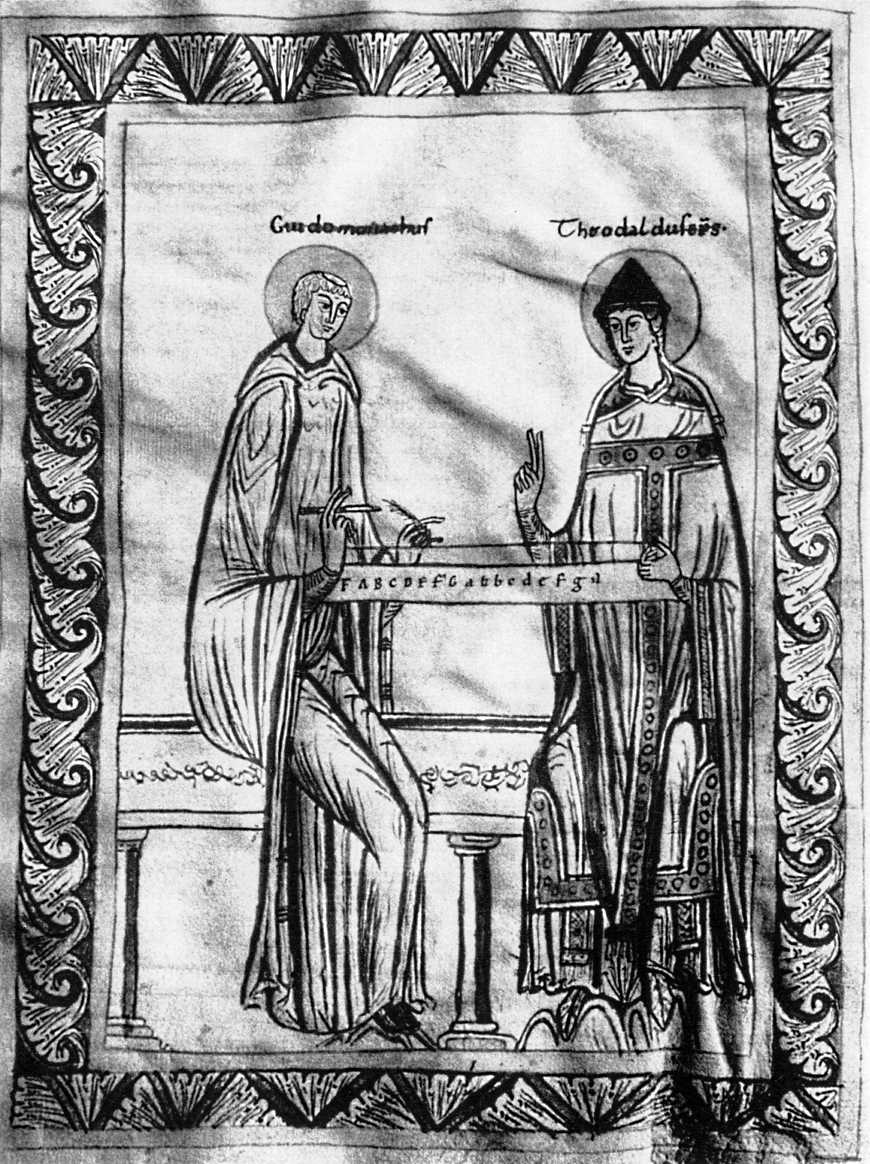
Guido d'Arezzo e il vescovo Teobaldo, dal Codex Lat. 51 f°35v (XI secolo), conservato a Vienna.

Romano, appena fu al soglio pontificio come Giovanni XIX, mostrò la sua libertà dai pregiudizi ecclesiastici e anche la sua completa ignoranza della storia ecclesiastica accettando, in cambio di un sostanzioso pagamento, di concedere al Patriarca di Costantinopoli Eustazio il titolo di "vescovo ecumenico", cioè il "primato pietrino", senza rendersi conto di quel che effettivamente faceva. Questa compravendita simoniaca suscitò un'indignazione generale in tutta la Chiesa, specialmente tra i vescovi italiani e la comunità cluniacense. Lo scandalo costrinse Giovanni XIX quasi immediatamente a rinunciare all'accordo. Ferdinand Gregorovius narra l'intera vicenda con queste parole, dando del papa un ritratto delineato da tratti ed espressioni ironiche:
(Gregorovius, p. 206)
Nel governo della Chiesa, Giovanni XIX mostrò il suo apprezzamento nei confronti dell'azione riformatrice di Cluny e, nel 1032, riconobbe il culto di san Romualdo, fondatore dei Camaldolesi.

#### Governo dell'Urbe
Giovanni XIX governò Roma e il contado in modo estremamente tranquillo, anche per il fatto che il potere civile era concretamente in mano al suo casato, i Conti di Tuscolo. Un gesto di mecenatismo brillò nel pontificato di Giovanni: l'invito a Roma del celebre monaco Guido perché gli spiegasse il nuovo sistema musicale da lui inventato.

#### Morte
La data di morte precisa di Giovanni XIX è sconosciuta, tanto che il sito del Vaticano non riporta neppure il mese dell'anno 1032 in cui il papa spirò. Sennis propende per una data precisa, il 20 ottobre, mentre Rendina fa oscillare il giorno della morte negli ultimi mesi del 1032.

#### Nomina di cardinali
Durante il suo pontificato papa Giovanni XIX nominò dodici cardinali:
- nel 1025:
  - Giovanni Ponzio, nominato cardinale vescovo di Porto
  - Pietro, nominato cardinale vescovo di Santa Rufina
  - Giovanni, nominato cardinale presbitero di San Crisogono
  - Giovanni, nominato cardinale presbitero di Santa Maria in Trastevere
  - Giovanni, nominato cardinale diacono di Sant'Agata alla Suburra
- nel 1026:
  - Pietro, nominato cardinale vescovo di Palestrina
  - Dodone, titolo cardinalizio ignoto
  - Rodolfo, nominato cardinale presbitero, ma il cui titolo cardinalizio è ignoto
  - Raniero, nominato cardinale diacono di San Giorgio in Velabro
  - Gregorio, nominato cardinale diacono di Santa Lucia in Silice o di Santa Lucia in Septisolio
- nel 1029: 
  - Benedetto, nominato cardinale presbitero di San Clemente
- nel 1032:
  - Giovanni, nominato cardinale vescovo di Porto

## La questione del numerale XX
Si noti che il successivo pontefice Giovanni fu Papa Giovanni XXI e non ci fu un Papa Giovanni XX, così come Giovanni XVI fu un antipapa. Ciò perché Pedro "Ispano" Iuliani (che avrebbe dovuto essere "Giovanni XIX" e invece si chiamò "XXI"), oltre a ritenere il Filàgato un papa legittimo, credeva pure che tra Bonifacio VII e Giovanni XV ci fosse un Papa "Ioannes XIV Bis" mai riconosciuto perché morto prima di essere consacrato e che, invece, non era mai esistito.

## Ascendenza
|                       |   |                          | Genitori                  |  |  | Nonni                  |  |  | Bisnonni              |  |
|                       |   |                          |                           |  |  | Alberico II di Spoleto |  |  | Alberico I di Spoleto |  |
|                       |   |                          |                           |  |  | Alberico II di Spoleto |  |  | Alberico I di Spoleto |  |
|                       |   | Marozia, Regina d'Italia |                           |  |  | Alberico II di Spoleto |  |  |                       |  |
| Gregorio I di Tuscolo |   |                          |                           |  |  | Alberico II di Spoleto |  |  |                       |  |
|                       |   | Stefania Crescenzi       | Giovanni Crescenzi I      |  |  |                        |  |  |                       |  |
|                       |   | Stefania Crescenzi       | Giovanni Crescenzi I      |  |  |                        |  |  |                       |  |
|                       |   | Stefania Crescenzi       | Teodora II dei Teofilatti |  |  |                        |  |  |                       |  |
| Papa Giovanni XIX     |   | Stefania Crescenzi       |                           |  |  |                        |  |  |                       |  |
|                       | … | …                        |                           |  |  |                        |  |  |                       |  |
|                       | … | …                        |                           |  |  |                        |  |  |                       |  |
|                       | … | …                        |                           |  |  |                        |  |  |                       |  |
| Maria                 | … |                          |                           |  |  |                        |  |  |                       |  |
|                       |   | …                        | …                         |  |  |                        |  |  |                       |  |
|                       |   | …                        | …                         |  |  |                        |  |  |                       |  |
|                       |   | …                        | …                         |  |  |                        |  |  |                       |  |
|                       |   | …                        |                           |  |  |                        |  |  |                       |  |